# Flachaemus pondolandensis
Flachaemus pondolandensis är en insektsart som beskrevs av Van Stalle 1988. Flachaemus pondolandensis ingår i släktet Flachaemus och familjen kilstritar. Inga underarter finns listade i Catalogue of Life.